# حكومة سمير الرفاعي الثانية
حكومة سمير الرفاعي الثانية هي الحكومة التاسعة عشرة منذ عهد إمارة شرق الأردن عام 1921 والثانية بعد استقلال المملكة عام 1946. شكّل سمير الرفاعي الحكومة في 4 فبراير 1947 بتكليف من الملك عبد الله الأول بن الحسين. وقد حلّت الحكومة في 27 ديسمبر 1947.

## أعضاء الحكومة
| الرقم | الإسم                | المهام الوزارية                       | ملاحظات |
| ----- | -------------------- | ------------------------------------- | ------- |
| 1     | سمير الرفاعي         | رئيسا للوزراء ووزيرا للخارجية والدفاع |         |
| 2     | عمر مطر              | وزيرا للمواصلات والزراعة والتجارة     |         |
| 3     | محمد الأمين الشنقيطي | قاضيا للقضاة ووزيرا للمعارف           |         |
| 4     | عباس ميرزا           | وزيرا للداخلية                        |         |
| 5     | سليمان النابلسي      | وزيرا للمالية والاقتصاد               |         |
| 6     | بشارة غصيب           | وزيرا للعدلية                         |         |

في 8 مايو 1947، أجري التعديل الأول على الحكومة كما يلي:
| الرقم | الإسم   | المهام الوزارية                            | ملاحظات |
| ----- | ------- | ------------------------------------------ | ------- |
| 1     | عمر مطر | وزيرا للمواصلات والزراعة والتجارة والتموين |         |